# Nesow
Nesow là một đô thị tại huyện Nordwestmecklenburg, bang Mecklenburg-Vorpommern, miền bắc nước Đức. Từ 25 tháng 5 năm 2014, đô thị này được sáp nhập vào thị trấn Rehna.